# Simbolo di marchio commerciale
Il simbolo di marchio commerciale (™) è un simbolo utilizzato per indicare il marchio di fabbrica di un logo, parola o immagine.
Di solito è utilizzato per i marchi non registrati (ovvero i marchi che sono in fase di applicazione), in contrasto con il simbolo di marchio registrato (®).
Nei sistemi Windows tale simbolo può essere composto tramite la combinazione Alt 0153 dal tastierino numerico. Se si scrive da una tastiera priva di tastierino numerico occorre attivare il Num Lock cliccando sull'apposito tasto. In alcuni casi, per attivare il Num Lock bisogna tenere premuto il tasto Fn della tastiera.
Nei sistemi Linux invece è sufficiente la combinazione Alt-Gr Shift 8.